# عليلة (فلم)
عليلة (بالعبرية: עלילה) هو فيلم من نوع دراما وكوميديا أُصدر في 2003. الفيلم من إخراج عاموس غيتاي، أما السيناريو فكان من كتابة عاموس غيتاي ويهوشوا قناز.

## القصة
تقع أحداث الفيلم في تل أبيب. وقصة الفيلم الرئيسية حول الصراع العربي الإسرائيلي.

## طاقم التمثيل
- يوسف كارمون
- حنة لازلو
- عاموس لافي
- رونيت القبص
- يائيل ابيكاسيس
- اوري كلوزنر  [لغات أخرى]‏
- الداليت كاهان  [لغات أخرى]‏
- ليرون ليفو  [لغات أخرى]‏

## وصلات خارجية
- مقالات تستعمل روابط فنية بلا صلة مع ويكي بيانات